# Кокчунак
Кокчунак — аул в Акбулакском районе Оренбургской области. Входит в состав Советского сельсовета.

## География
Аул расположен недалеко от районного центра — Акбулака.
Часовой пояс
Аул Кокчунак как и вся Оренбургская область, находится в часовой зоне МСК+2. Смещение применяемого времени относительно UTC составляет +5:00.

## Население
| 2010 |
| ---- |
| 13   |